# 安達曼紫檀
安達曼紫檀（学名：Pterocarpus dalbergioides）是紫檀屬的一種落葉喬木，分佈于印度安達曼群島海拔100米以下的地區。其木材可用來製作紅木家具。